# Министр обороны Российской Федерации
Министр обороны Российской Федерации — воинская должность в Российской Федерации — России, и лицо, назначенное на неё, в том числе и исполняющее обязанности.
Министр обороны как высшее должностное лицо возглавляет высший орган центрального военного управления — Министерство обороны Российской Федерации (Минобороны России) и является федеральным министром, ответственным за Вооружённые силы Российской Федерации (ВС России). Министр обороны России осуществляет функции министра на основе принципа единоначалия и несёт персональную ответственность за выполнение задач, возложенных на Минобороны России и ВС России. Непосредственным начальником министра является президент Российской Федерации — Верховный главнокомандующий Вооружёнными Силами Российской Федерации, а по вопросам, отнесённым к ведению Правительства России, подчиняется и председателю Правительства. Министр обороны по своей должности является председателем коллегии Минобороны России. Министр обороны России несёт персональную ответственность за решение задач и реализацию полномочий, возложенных на Минобороны, организует его работу, ведёт заседания Коллегии Минобороны, проводит совещания с руководящими должностными лицами ВС России, в том числе в режиме видео-конференц-связи, на которых рассматривается ход выполнения задач, возложенных на Минобороны, поручений и указаний президента России, поручений Правительства, принимает решения по вопросам, отнесённым к его компетенции, представляет Минобороны в отношениях с другими органами государственной власти, органами местного самоуправления, гражданами и организациями, подписывает от имени Минобороны государственные контракты (договоры, соглашения) и другие документы гражданско-правового характера, а также осуществляет иные полномочия, установленные законодательством России.

## История
Маршал авиации Евгений Шапошников был последним Министром обороны СССР.
В смутные времена Союза ССР генерал-полковник К. И. Кобец поддержал первого президента РСФСР Бориса Ельцина во время августовского путча 1991 года. С 19 августа по 9 сентября 1991 года Константин Кобец был министром обороны РСФСР, хотя министерства не было. Эта должность была тогда отменена.
Указом президента РСФСР № 172 «Об организации работы Правительства РСФСР в условиях экономической реформы», от 6 ноября 1991 года, была утверждена структура Правительства РСФСР, в которой предусматривалось существование Министерства обороны РСФСР. А 16 марта 1992 года — указом президента России № 252 от 16 марта 1992 года на базе Министерства обороны СССР образовано Минобороны России. Первым министром обороны Российской Федерации был Борис Ельцин, который назначил себя на должность указом в середине марта 1992 года. 27 июля 1992 года утверждены структура и положение о Минобороны России.

## Список
| Портрет                | Имя                                            | Сроки пребывания, в должности   | Воинское звание, на должности |
| Министр обороны РСФСР  | Министр обороны РСФСР                          | Министр обороны РСФСР           | Министр обороны РСФСР         |
| ---------------------- | ---------------------------------------------- | ------------------------------- | ----------------------------- |
|                        | Константин Иванович Кобец (1939–2012)          | 20 августа — 9 сентября 1991    | генерал армии                 |
| Министр обороны России |                                                |                                 |                               |
|                        | Борис Николаевич Ельцин (и. о.) (1931–2007)    | 16 марта — 18 мая 1992          | полковник                     |
|                        | Павел Сергеевич Грачёв (1948–2012)             | 18 мая 1992 — 18 июня 1996      | генерал армии                 |
|                        | Михаил Петрович Колесников (и. о.) (1939–2007) | 18 июня — 24 июля 1996          | генерал армии                 |
|                        | Игорь Николаевич Родионов (1936–2014)          | 17 июля 1996 — 23 мая 1997      | генерал армии                 |
|                        | Игорь Дмитриевич Сергеев (1938–2006)           | 23 мая 1997 — 28 марта 2001     | Маршал Российской Федерации   |
|                        | Сергей Борисович Иванов (1953–)                | 28 марта 2001 — 15 февраля 2007 | генерал-полковник             |
|                        | Анатолий Эдуардович Сердюков (1962–)           | 15 февраля 2007 — 6 ноября 2012 | полковник                     |
|                        | Сергей Кужугетович Шойгу (1955–)               | 6 ноября 2012 — 12 мая 2024     | генерал армии                 |
|                        | Андрей Рэмович Белоусов (1959–)                | с 14 мая 2024                   | —                             |